# Bartolomeo Ferrari
Pour les articles homonymes, voir Ferrari.
Bartolomeo Ferrari, né à Milan en 1499 où il est mort le 25 novembre 1544, est un religieux italien. Il est l'un des fondateurs des Barnabites.

## Biographie
Fondateur avec Antoine-Marie Zaccaria des ordres des Clercs réguliers de Saint-Paul et des Sœurs angéliques de Saint-Paul en 1531, il est proclamé vénérable dans l'Église catholique.
Né dans une famille noble de Milan, au moment d'une épidémie de peste ravageant la ville en 1524, il consacre sa fortune à aider les malades et leur rend personnellement assistance. Il entre alors en religion.
En 1530, il rencontre Zaccaria et décide de créer un institut dédié à la perfection du clergé (les clercs de Saint-Paul), ainsi qu’un établissement de ce type pour les femmes (les sœurs angéliques de Saint-Paul) et une congrégation de laïcs (les laïcs de Saint-Paul) pour faire l'apostolat entre mariés.
Il meurt à Milan le 25 novembre 1544 à l'âge de 45 ans. Son corps est inhumé dans le cimetière du couvent des Sœurs de Saint Paul.